# Plutarco Arias
Plutarco Arias es un médico, funcionario y político dominicano.
Experto en neumología, se desempeñó como ministro de Salud Pública de la República Dominicana desde agosto de 2020 hasta febrero de 2021.

## Biografía
Plutarco Arias nació en 1958 en la provincia de Santiago de los Caballeros. Su infancia pasó en el distrito de Las Palomas, municipio de Licey al Medio. Sus estudios de educación superior fueron realizados en la Pontificia Universidad Católica Madre y Maestra obteniendo su título de Doctor en Medicina en el año 1982.  En 1983 ingresó a la Escuela Nacional de Enfermedades del Tórax de Madrid, España donde realiza su especialidad en neumología y certificado por le Instituto Nacional de Enfermedades Respiratorias (INER) en México en trastornos respiratorios del dormir. Durante su tiempo en España, trabajó como vicecónsul de la República Dominicana en la capital española.

## Ámbito político
El 16 de agosto de 2020, con la inauguración del nuevo gobierno de la República Dominicana, el presidente Luis Abinader lo nombró mediante decreto 324-20 como ministro de Salud Pública y Asistencia Social. Como principal misión, se le encargó estabilizar y reducir la curva de contagio de la crisis sanitaria del coronavirus. 
En octubre de 2020, Plutarco resultó positivo al Covid-19, enfermedad de la cual se recuperó luego de haber sido ingresado en un centro médico.
El 26 de febrero de 2021, el presidente de la República Dominicana Luis Abinader, destituyó a Plutarco mediante el decreto 131-21. Tras su destitución, el Dr. Plutarco denunció una ola de chantajes ocurridas en el ministerio y, posteriormente, fue reconocido por la Organización Mundial de la Salud por mantener el control de la pandemia durante su gestión. En mayo de 2021 es elegido como presidente del Centro de Intervenciones Cardiovasculares (Cenicardio) en la Clínica Unión Médica.